# العلاقات البرتغالية الرومانية
العلاقات البرتغالية الرومانية هي العلاقات الثنائية التي تجمع بين البرتغال ورومانيا.

## مقارنة بين البلدين
هذه مقارنة عامة ومرجعية للدولتين:
| وجه المقارنة                                              | البرتغال                                                  | رومانيا                                                                               |
| --------------------------------------------------------- | --------------------------------------------------------- | ------------------------------------------------------------------------------------- |
| المساحة (كم2)                                             | 92.21 ألف                                                 | 238.40 ألف                                                                            |
| عدد السكان (نسمة)                                         | 10.60 مليون                                               | 19.59 مليون                                                                           |
| الكثافة السكانية (ن./كم²)                                 | 114.95                                                    | 82.17                                                                                 |
| العاصمة                                                   | لشبونة                                                    | بوخارست                                                                               |
| اللغة الرسمية                                             | اللغة البرتغالية، اللغة الميراندية                        | اللغة الرومانية                                                                       |
| العملة                                                    | يورو، اسكودو برتغالي                                      | ليو روماني                                                                            |
| الناتج المحلي الإجمالي (بليون دولار)                      | 217.57 مليار                                              | 211.80 مليار                                                                          |
| الناتج المحلي الإجمالي (تعادل القوة الشرائية) بليون دولار | 307.82 مليار                                              | 465.56 مليار                                                                          |
| الناتج المحلي الإجمالي الاسمي للفرد دولار أمريكي          | 19.22 ألف                                                 | 9.47 ألف                                                                              |
| الناتج المحلي الإجمالي للفرد دولار أمريكي                 | 28.76 ألف                                                 | 23.63 ألف                                                                             |
| مؤشر التنمية البشرية                                      | 0.830                                                     | 0.793                                                                                 |
| رمز المكالمات الدولي                                      | +351                                                      | +40                                                                                   |
| رمز الإنترنت                                              | .pt                                                       | .ro                                                                                   |
| المنطقة الزمنية                                           | توقيت غرب أوروبا، توقيت غرب أوروبا الصيفي، أوروبا/لشبونة ‏ | ت ع م+02:00، ت ع م+03:00، أوروبا/بوخارست ‏، توقيت شرق أوروبا، توقيت شرق أوروبا الصيفي ‏ |

## مدن متوأمة
في ما يلي قائمة باتفاقيات التوأمة بين مدن برتغالية ورومانية:
- ترتبط Sesimbra [الإنجليزية]‏ مع سيريت باتفاقية توأمة.
- ترتبط بونتي دي سور مع أيو [الإنجليزية]‏ باتفاقية توأمة.
- ترتبط شنترين مع ترجوفيشت باتفاقية توأمة.

## منظمات دولية مشتركة
يشترك البلدان في عضوية مجموعة من المنظمات الدولية، منها:
| علم المنظمة | اسم المنظمة                               | تاريخ انضمام البرتغال | تاريخ انضمام رومانيا |
| ----------- | ----------------------------------------- | --------------------- | -------------------- |
|             | المنظمة الأوروبية لسلامة الملاحة الجوية   | 1986                  | 1996                 |
|             | المنظمة الهيدروغرافية الدولية             | ?                     | ?                    |
|             | منظمة الشرطة الجنائية الدولية             | ?                     | ?                    |
|             | الاتحاد البريدي العالمي                   | ?                     | ?                    |
|             | مركز تنسيق الحركة في أوروبا ‏              | ?                     | ?                    |
|             | حلف شمال الأطلسي                          | 4 أبريل 1949          | 29 مارس 2004         |
|             | منظمة التجارة العالمية                    | ?                     | 1995                 |
|             | الفريق المعني برصد الأرض                  | ?                     | ?                    |
|             | مجموعة الموردين النوويين                  | ?                     | ?                    |
|             | مؤسسة التنمية الدولية                     | 29 ديسمبر 1992        | 12 أبريل 2014        |
|             | اتفاقية السماوات المفتوحة                 | ?                     | ?                    |
|             | منظمة الأمن والتعاون في أوروبا            | 25 يونيو 1973         | 25 يونيو 1973        |
|             | مؤسسة التمويل الدولية                     | 8 يوليو 1966          | 23 سبتمبر 1990       |
|             | مجلس أوروبا                               | ?                     | 7 أكتوبر 1993        |
|             | منظمة حظر الأسلحة الكيميائية              | ?                     | ?                    |
|             | الأمم المتحدة                             | 14 ديسمبر 1955        | 14 ديسمبر 1955       |
|             | الاتحاد الدولي للاتصالات                  | 1866                  | 9 فبراير 1866        |
|             | الاتحاد الأوروبي                          | 1986                  | 2007                 |
|             | البنك الدولي للإنشاء والتعمير             | 29 مارس 1961          | 15 ديسمبر 1972       |
|             | مجموعة أستراليا                           | 1985                  | 1995                 |
|             | المركز الدولي لتسوية المنازعات الاستشارية | 1 أغسطس 1984          | 12 أكتوبر 1975       |
|             | وكالة الفضاء الأوروبية                    | ?                     | 23 ديسمبر 2011       |
|             | وكالة ضمان الاستثمار متعدد الأطراف        | 6 يونيو 1988          | 10 سبتمبر 1992       |
|             | يونسكو                                    | 11 مارس 1965          | 27 يوليو 1956        |

## أعلام
هذه قائمة لبعض الشخصيات التي تربطها علاقات بالبلدين:
- فرديناند الأول ملك رومانيا (24 أغسطس 1865[27] – 20 يوليو 1927[27][28])
- كارول الثاني (ملك مملكة رومانيا سابقاً، 15 أكتوبر 1893[29][30] – 4 أبريل 1953[29][30])
- ميخائيل ملك رومانيا (آخر ملوك رومانيا التي تحولت لجمهورية فيما بعد، 25 أكتوبر 1921[31][32][33] – 5 ديسمبر 2017[34][35])

## وصلات خارجية
- موقع وزارة الخارجية البرتغالية
- موقع وزارة الخارجية الرومانية